# Magnivray
Magnivray é uma comuna francesa na região administrativa de Borgonha-Franco-Condado, no departamento de Alto Sona. Estende-se por uma área de 4,76 km². Em 2010 a comuna tinha 174 habitantes (densidade: 36,6 hab./km²).